# Navezanost
Navezanost je čustvena vez med otrokom in njegovim skrbnikom. Kaže se kot koherentni vzorec vedenja, ki otroku zagotavlja bližino odraslega, enega od staršev, in ga vedno pripelje v bližino in stik z njim. Vzorec navezanosti vsebuje cel skop misli, čutenj, prepričanj in načrtov in ima organsko, biološko funkcijo zavarovati otroka pred vrsto nevarnosti ter razvoj sposobnosti za samoobrambo.
Na podlagi ponavljajočih se izkušenj s primarnim skrbnikom otrok oblikuje notranje delovne modele - sebe, drugih in odnosov.
Navezanost se pojavlja tudi v odraslosti, vendar ne več v odnosu s starši, temveč s partnerjem.
Poznamo 4 stile navezanosti, ki jih razlikujemo glede na model drugega (pozitiven, negativen) in modelu sebe (pozitiven negativen): varen, preokupiran/ambivalenten, izogibajoč, neorganiziran.